# アンドリュス・クビリュス
アンドリュス・クビリュス（Andrius Kubilius、1956年12月8日 - ）は、リトアニアの政治家。首相や祖国連合＝リトアニア・キリスト教民主派党首を歴任したのち、2019年から欧州議会議員を務める。2024年から欧州委員会委員（防衛・宇宙担当）。リトアニア語のほかにロシア語と英語を話す。

## 経歴
1956年、ヴィリニュス生まれ。1974年にヴィリニュス第22中等学校（現・ヴィリニュス・ゲディミナス工科大学工学リセ）を卒業し、ヴィリニュス国立大学物理学部に入学。1979年卒業。1981年から1984年までヴィリニュス国立大学大学院で学び、1984年から1990年まで同大学で勤務。
1988年より、サーユーディスに参加。1993年より祖国連合（リトアニア保守派）（現・祖国連合＝リトアニア・キリスト教民主派）の党員。
1992年にサーユーディスからセイマス（リトアニア国会）議員選挙に立候補し、比例区で当選。その後現在まで6期連続で当選している（1996年より祖国同盟から立候補。また2004年からは小選挙区で当選）。
1999年より2000年まで首相を務め（第9代）、2008年から2012年まで再度首相を務めた（第14代）。4年の任期を全うしたのは独立回復後のリトアニアでは初めてのことだった。
2003年12月24日より2015年まで祖国連合＝リトアニア・キリスト教民主派党首。
2019年の欧州議会議員選挙に出馬し、当選。欧州議会では外交委員会と産業・研究・エネルギー委員会に所属しているほか、対ロシア関係担当の特別報告者も務めているが、ロシアと良好な関係を持つのは「不可能」として、ロシアからの石油や天然ガスの輸入を漸次停止するよう欧州連合 (EU) に求めている。
2024年の欧州議会議員選挙で再選を果たした。その後発足した欧州委員会（第2次フォン・デア・ライエン委員会）では防衛・宇宙担当委員を務めることとなった。

## 家族
妻のラサ・クビリエネはリトアニア国立交響楽団のヴァイオリニスト。また、2人のあいだには2人の息子（ヴィータスおよびアンドリュス）がいる。

## ギャラリー

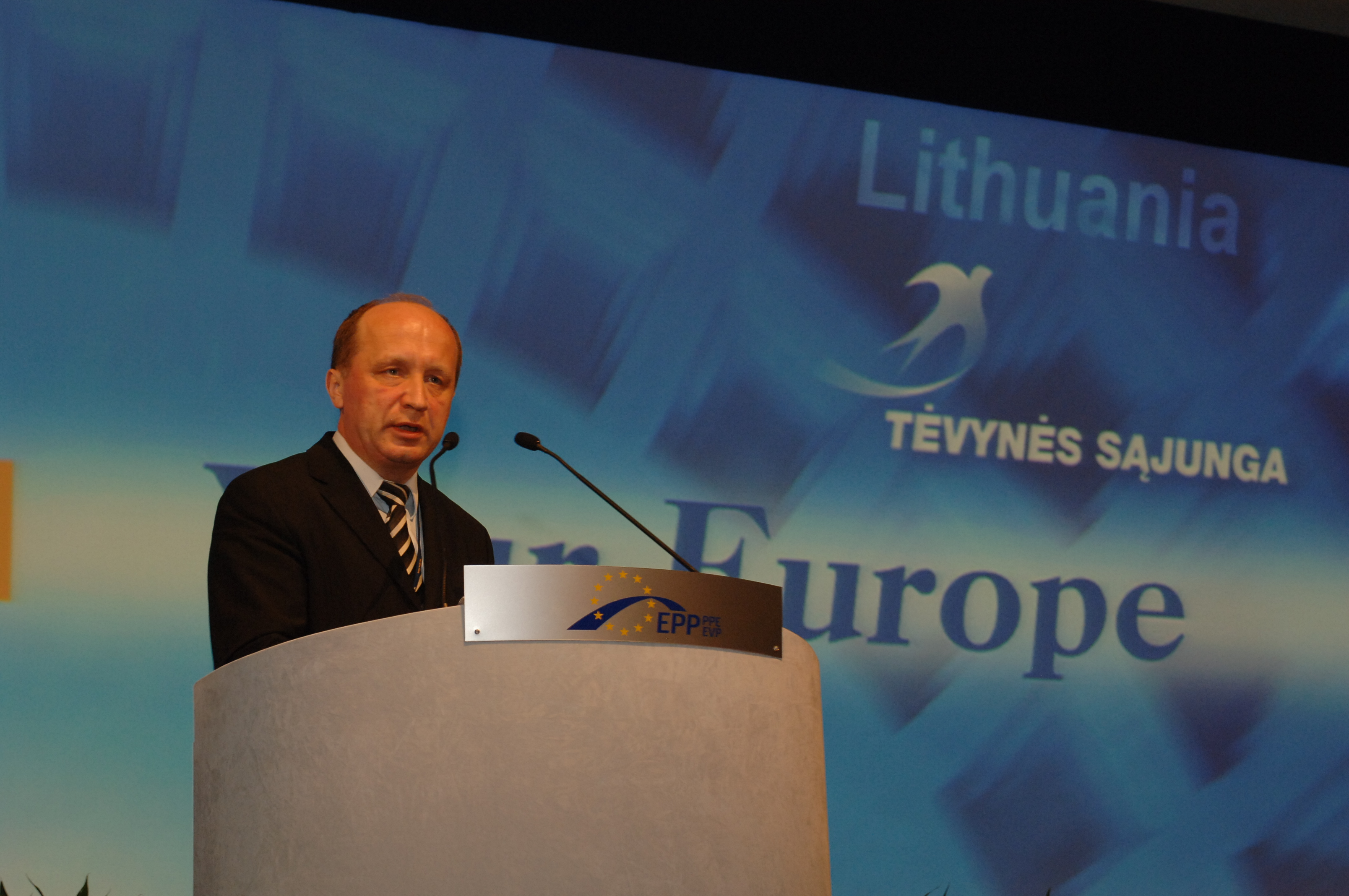
ローマで開かれた欧州人民党の会議に出席するクビリュス（2006年）
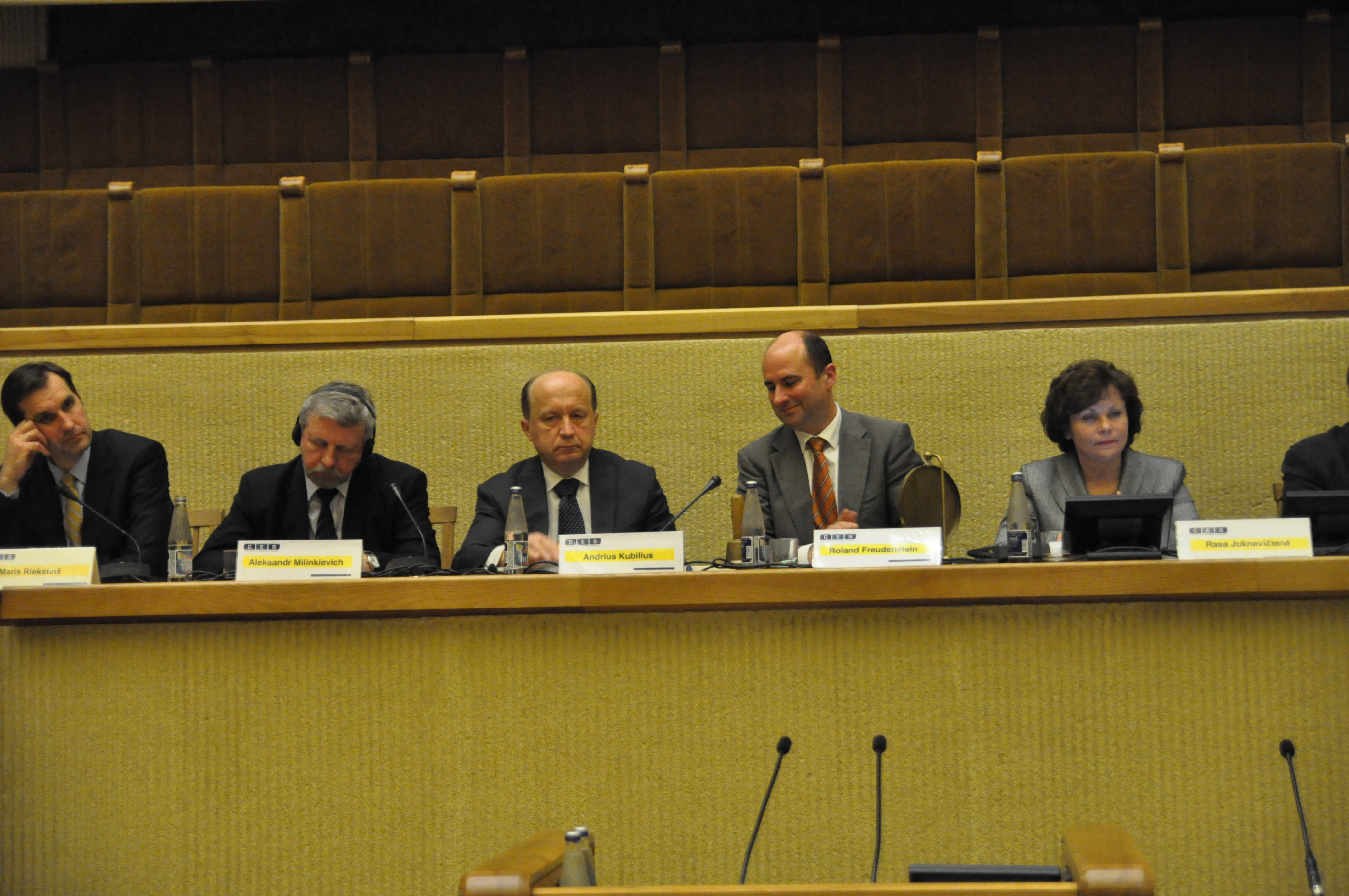
セミナーに出席するクビリュスとセイマス幹部（2010年）
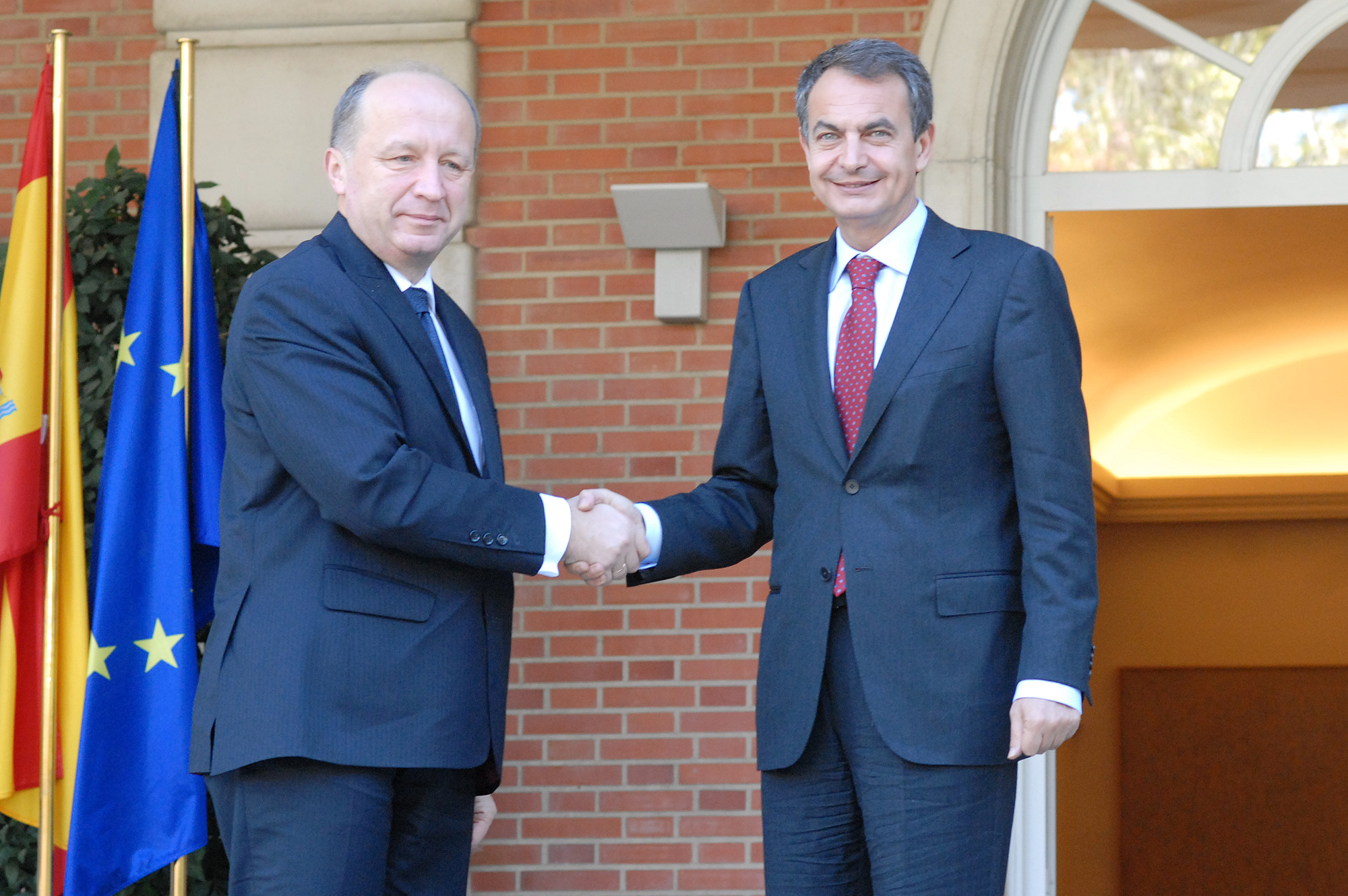
クビリュスとロドリゲス・サパテロ・スペイン首相
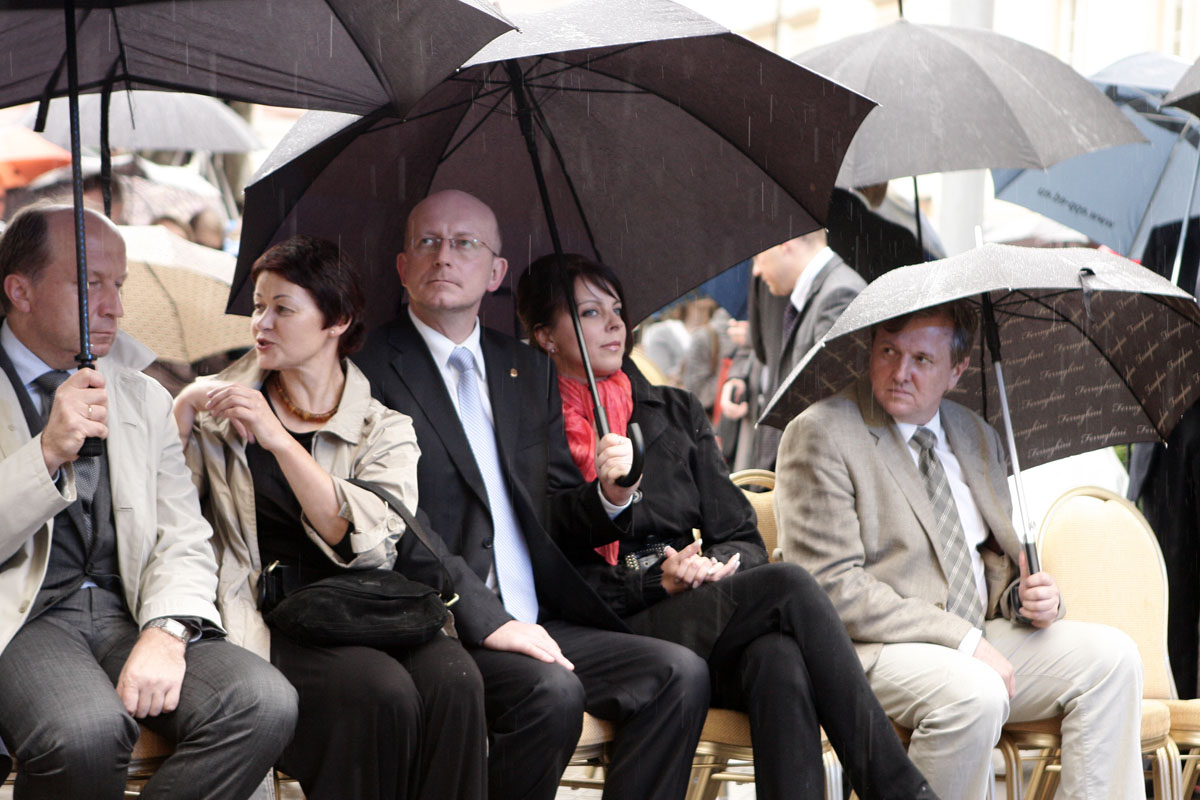
アンドリュス・クビリュス（左端）と、隣に座る妻のラサ（2009年7月12日撮影）